# Nhiên liệu hạt nhân đã qua sử dụng
Nhiên liệu hạt nhân đã được sử dụng, đôi khi được gọi là nhiên liệu hạt nhân đã qua sử dụng, là nhiên liệu hạt nhân đã được chiếu xạ trong lò phản ứng hạt nhân (thường là tại nhà máy điện hạt nhân). Nó không còn hữu ích trong việc duy trì phản ứng hạt nhân trong một lò phản ứng nhiệt thông thường và tùy thuộc vào điểm của nó dọc theo chu trình nhiên liệu hạt nhân, nó có thể có các thành phần đồng vị khác nhau đáng kể.

## Xử lý
Tái xử lý hạt nhân có thể tách nhiên liệu đã sử dụng thành nhiều tổ hợp uranium, plutonium, actinide nhỏ, sản phẩm phân hạch, tàn dư của zirconium hoặc thép bọc, sản phẩm kích hoạt và thuốc thử hoặc chất rắn được giới thiệu trong quá trình tái xử lý. Trong trường hợp này, khối lượng cần phải xử lý được giảm đáng kể.
Ngoài ra, nhiên liệu hạt nhân đã qua sử dụng nguyên vẹn (SNF) có thể được xử lý như chất thải phóng xạ.
Hoa Kỳ đã lên kế hoạch xử lý trong các thành tạo địa chất sâu, như kho chứa chất thải hạt nhân trên núi Yucca, nơi nó phải được che chắn và đóng gói để ngăn chặn sự di cư của nó đến môi trường tức thời của con người trong hàng ngàn năm. Tuy nhiên, vào ngày 5 tháng 3 năm 2009, Bộ trưởng Năng lượng Steven Chu nói với một phiên điều trần của Thượng viện rằng "khu vực núi Yucca không còn được xem là một lựa chọn để lưu trữ chất thải của lò phản ứng."  Hoạt động của Morris hiện chỉ là cấp cao thực tế. trang web lưu trữ chất thải phóng xạ ở Hoa Kỳ.
Xử lý địa chất đã được phê duyệt ở Phần Lan, sử dụng quy trình KBS-3.

## Rủi ro
Có tranh luận về việc liệu nhiên liệu đã qua sử dụng được lưu trữ trong một bể có dễ bị các sự cố như động đất  hoặc các cuộc tấn công khủng bố  có khả năng dẫn đến phóng xạ hay không.
Trong trường hợp hiếm khi xảy ra lỗi nhiên liệu trong quá trình hoạt động bình thường, chất làm mát chính có thể xâm nhập vào phần tử. Các kỹ thuật trực quan thường được sử dụng để kiểm tra độ hậu quang của các bó nhiên liệu.
Kể từ vụ tấn công ngày 11 tháng 9, Ủy ban điều tiết hạt nhân đã thiết lập một loạt các quy tắc bắt buộc tất cả các bể nhiên liệu không bị ảnh hưởng bởi thiên tai và tấn công khủng bố. Do đó, các bể nhiên liệu đã qua sử dụng được bọc trong một lớp lót bằng thép và bê tông dày, và thường xuyên được kiểm tra để đảm bảo khả năng chống chịu với động đất, lốc xoáy, bão và các seiche.